# جمهوری آنگویلا
جمهوری آنگویلا( به انگلیسی: Republic of Anguilla ) یک کشور مستقل کوتاه مدت و ناشناخته در جزیره آنگویلا بود.از ۱۱ ژوئیه ۱۹۶۷ تا ۱۹ مارس ۱۹۶۹، زمانی که کنترل بریتانیا دوباره برقرار شد، ادامه داشت.
1. ↑  The Coat of arms includes "Strength and Endurance" in it, indicating that that is the national motto.
2. ↑  A complete gallery of coins of the Republic of Anguilla, Colnect (colnect.com). Retrieved on 2017-04-19.